# Serrat del Fener Roi
El Serrat del Fener Roi és un serrat del terme municipal de la Torre de Cabdella, a la comarca del Pallars Jussà.
Aquesta serra arrenca del nord-est del poble d'Aiguabella, al lloc anomenat Roca Roia, a m. alt., i puja cap a l'est-nord-est formant un arc convex cap al nord en direcció a la Serra d'Altars i al Bony d'Altars.